# Troks
Troks – wieś w Polsce położona w województwie małopolskim, w powiecie olkuskim, w gminie Olkusz.
Wieś założona w końcu XVI wieku w powiecie proszowskim województwa krakowskiego była własnością klasztoru norbertanek na Zwierzyńcu w Krakowie. W latach 1975–1998 miejscowość administracyjnie należała do województwa katowickiego.
Zobacz też: Troksy